# XMLBeans
XMLBeans je framework, který umožňuje zpracovávat XML soubory v Javě. Jedná se o součást Apache Software Foundation XML project.

## Popis
XMLBeans nabízí poměrně jednoduchou práci s XML soubory v Javě. Např. pro základní operace nastavení a získání hodnoty elementu používá metody set a get. Nabízí podporu pro většinu konstrukcí v schématu XML Schema.
Nejprve je třeba zkompilovat XML schéma do .jar archivu, na základě kterého lze načítat a vytvářet XML soubory odpovídající danému schématu. Výsledný archiv obsahuje mimo jiné package s názvem odpovídajícím jmennému prostoru použitému v XML schématu. Package obsahuje rozhraní, které odpovídají globálním elementům z XML schématu. Kompilace se provádí z příkazové řádky příkazem:
```
$ 
scomp
 
–out
 
vysledny_archiv.jar
 
kompilované_schéma.xsd

```

Lze kompilovat pouze soubory .xsd a .wsdl.

## Příklady použití

### Vytvoření XML souboru
Zde je ukázka vytvoření XML dokumentu, který odpovídá schématu album.xsd. Schéma obsahuje popis hudebního alba. Je tvořeno elementem album, který obsahuje elementy obsahující jméno interpreta, název alba, typ nosiče a elementy popisující jednotlivé skladby. Element skladba je tvořen elementy obsahujícími název skladby, délku skladby a text skladby. 
```
<?xml version="1.0" encoding="UTF-8"?>

<xsd:schema
 
xmlns:xsd=
"http://www.w3.org/2001/XMLSchema"
>

<xsd:element
 
name=
"album"
 
type=
"album"
></xsd:element>

    

    
<!-- globální element album obsahující podelementy interpret, nazev_alba, 

    neomezené množství elementů skladba a element typ_nosice-->

    
<xsd:complexType
 
name=
"album"
>

        
<xsd:sequence>

            
<xsd:element
 
name=
"interpret"
 
type=
"xsd:string"
/>

            
<xsd:element
 
name=
"nazev_alba"
 
type=
"xsd:string"
/>

            
<xsd:element
 
name=
"skladba"
 
type=
"skladba"
 
maxOccurs=
"unbounded"
/>

            
<xsd:element
 
name=
"typ_nosice"
 
type=
"nosicTyp"
/>

        
</xsd:sequence>

    
</xsd:complexType>

    

    
<!-- popis elementu skladba s atributem cislo_skladby a podelementy nazev,

    delka a nepovinným elementem text-->

    
<xsd:complexType
 
name=
"skladba"
>

        
<xsd:sequence>

            
<xsd:element
 
name=
"nazev"
 
type=
"xsd:string"
/>

            
<xsd:element
 
name=
"delka"
 
type=
"delkaTyp"
/>

            
<xsd:element
 
name=
"text"
 
type=
"xsd:string"
 
minOccurs=
"0"
/>

        
</xsd:sequence>

        
<xsd:attribute
 
name=
"cislo_skladby"
 
type=
"xsd:int"
 
use=
"required"
/>

    
</xsd:complexType>

    

    
<!-- délka skladby musí odpovídat danému regulárnímu výrazu -->

    
<xsd:simpleType
 
name=
"delkaTyp"
>

        
<xsd:restriction
 
base=
"xsd:string"
>

            
<xsd:pattern
 
value=
"[0-5]\d{1}:[0-5]\d{1}"
></xsd:pattern>

        
</xsd:restriction>

    
</xsd:simpleType>

    

    
<!-- typ nosiče musí nabývat jedné z hodnot výčtového typu -->

    
<xsd:simpleType
 
name=
"nosicTyp"
>

        
<xsd:restriction
 
base=
"xsd:string"
>

            
<xsd:enumeration
 
value=
"CD"
/>

            
<xsd:enumeration
 
value=
"LP"
/>

            
<xsd:enumeration
 
value=
"MC"
/>

        
</xsd:restriction>

    
</xsd:simpleType>

</xsd:schema>

```

Po zkompilování schématu je třeba vzniklý .jar archiv načíst jako knihovnu k projektu. Také je třeba přidat knihovny XMLBeans, konkrétně xbean.jar z adresáře lib. Pomocí následujícího kódu se vytvoří a zvaliduje XML soubor odpovídající tomuto schématu. 
```
import
 
java.io.File
;

import
 
java.io.IOException
;

import
 
java.util.logging.Level
;

import
 
java.util.logging.Logger
;

import
 
noNamespace.Album
;

import
 
noNamespace.Skladba
;

public
 
class
 
Vytvoreni
 
{

    
private
 
Album
 
album
;

    
@SuppressWarnings
(
"static-access"
)

    
public
 
Vytvoreni
()
 
{

        
try
 
{

            
//vytvoření instance odpovídající elementu album

            
album
 
=
 
Album
.
Factory
.
newInstance
();

            
//nastavení hodnot elementů

            
album
.
setInterpret
(
"Interpret 1"
);

            
album
.
setNazevAlba
(
"Album 1"
);

            
album
.
setTypNosice
(
album
.
getTypNosice
().
forString
(
"MC"
));

            
//přidání skladby

            
Skladba
 
skladba
 
=
 
album
.
addNewSkladba
();

            
skladba
.
setCisloSkladby
(
01
);

            
skladba
.
setNazev
(
"Song 1"
);

            
skladba
.
setDelka
(
"05:12"
);

            
//pokud je výsledek validní, uloží s do souboru hudba.xml

            
if
(
album
.
validate
()){

            
album
.
save
(
new
 
File
(
"hudba.xml"
));

            
}

            
else
{

                
System
.
out
.
println
(
"Dokument není validní"
);

            
}

        
}
 
catch
 
(
IOException
 
ex
)
 
{

            
Logger
.
getLogger
(
Vytvoreni
.
class
.
getName
()).
log
(
Level
.
SEVERE
,
 
null
,
 
ex
);}}}

```

### Načtení XML dokumentu
XML soubor odpovídající danému schématu lze načíst a upravovat. Následující kód načte vytvořený soubor hudba.xml, rozdělí na jednotlivé elementy, vypíše jejich obsah a následně změní jméno interpreta. Pokud bude i nadále dokument validní tak ho uloží.
```
import
 
java.io.File
;

import
 
java.io.IOException
;

import
 
java.util.logging.Level
;

import
 
java.util.logging.Logger
;

import
 
noNamespace.Album
;

import
 
noNamespace.Skladba
;

import
 
org.apache.xmlbeans.XmlException
;

public
 
class
 
Vypis
 
{

    
public
 
Vypis
()
 
{

        
try
 
{

            
File
 
file
 
=
 
new
 
File
(
"hudba.xml"
);

            
//parsování XML souboru

            
Album
 
album
 
=
 
Album
.
Factory
.
parse
(
file
);

            
//výpis hodnot elementů

            
System
.
out
.
println
(
album
.
getInterpret
());

            
System
.
out
.
println
(
album
.
getNazevAlba
());

            
System
.
out
.
println
(
album
.
getTypNosice
());

            
for
 
(
Skladba
 
skladba
 
:
 
album
.
getSkladbaArray
())
 
{

                
System
.
out
.
println
(
skladba
.
getCisloSkladby
());

                
System
.
out
.
println
(
skladba
.
getNazev
());

                
System
.
out
.
println
(
skladba
.
getDelka
());

                
System
.
out
.
println
(
skladba
.
getText
());

            
}

            
//změna jména interpreta

            
album
.
setInterpret
(
"Novy interpret"
);

            
//validace a uložení souboru

            
if
 
(
album
.
validate
())
 
{

                
album
.
save
(
new
 
File
(
"hudba.xml"
));

            
}
 
else
 
{

                
System
.
out
.
println
(
"Dokument není validní"
);

            
}

        
}
 
catch
 
(
XmlException
 
ex
)
 
{

            
Logger
.
getLogger
(
Vypis
.
class
.
getName
()).
log
(
Level
.
SEVERE
,
 
null
,
 
ex
);

        
}
 
catch
 
(
IOException
 
ex
)
 
{

            
Logger
.
getLogger
(
Vypis
.
class
.
getName
()).
log
(
Level
.
SEVERE
,
 
null
,
 
ex
);

        
}

    
}

}

```

### Výpis hodnot výčtového typu
Pokud chceme zobrazit hodnoty výčtového typu, lze využít rozhraní SchemaType, které obsahuje informace o elementu. Ukázka výpisu hodnot výčtového typu pro druhy hudebních nosičů: 
```
import
 
org.apache.xmlbeans.XmlAnySimpleType
;

import
 
noNamespace.NosicTyp
;

NosicTyp
 
nosic
 
=
 
NosicTyp
.
Factory
.
newInstance
();

//schemaType() vrací SchemaType pro daný element

//getEnumerationValues() vrací hodnoty výčtového typu jako pole prvků XmlAnySimpleType

for
(
XmlAnySimpleType
 
typ
 
:
 
nosic
.
schemaType
().
getEnumerationValues
()){

System
.
out
.
println
(
typ
.
getStringValue
());

}

```

### Dotazování pomocí XPath a XQuery
XMLBeans umožňuje také využití dotazovacích jazyků pro XML. Pomocí těchto jazyků lze vybrat elementy podle zadaných kritérií. Je třeba použít rozhraní XMLCursor, pomocí kterého lze procházet XML dokument a měnit elementy. XMLCursor ukazuje na nějakou výchozí pozici v dokumentu. Od této výchozí pozice bude vyhledávat. Zde je ukázka, jak by mohl vypadat upravený dotaz, který vypíše počet skladeb na albu:
```
File
 
file
 
=
 
new
 
File
(
"hudba.xml"
);

Album
 
album
 
=
 
Album
.
Factory
.
parse
(
file
);

//vytvoření kurzoru na začátku objektu, popisujícího album

XmlCursor
 
cursor
 
=
 
album
.
newCursor
();

//metoda pro vložení příkazu dotazovacího jazyka

//$this je aktuální pozice kurzoru (element album)

cursor
.
selectPath
(
"$this/skladba"
);

//metoda getSelectionCount vrací počet elementů, odpovídajících

//zadanému výrazu

System
.
out
.
println
(
cursor
.
getSelectionCount
());

```